# A.J. Green (basquetebolista)
A. J. Green (Cedar Falls, 27 de setembro de 1999) é um jogador norte-americano de basquete profissional que atualmente joga no Milwaukee Bucks da National Basketball Association (NBA).
Ele jogou basquete universitário pela University of Northern Iowa.

## Início da vida e carreira no ensino médio
Green frequentou a Holmes Junior High School, onde decidiu que queria jogar basquete universitário. Ele jogou na Cedar Falls High School e teve média de 26 pontos em sua última temporada, sendo o maior pontuador de todos os tempos da escola.

### Recrutamento
Green foi um recruta consensual de quatro estrelas e foi considerado o 78º melhor jogador da classe de 2018 pela ESPN. Em 11 de agosto de 2017, ele se comprometeu a jogar basquete universitário na University of Northern Iowa, onde seu pai era membro da comissão técnica. Green se tornou o jogador com melhor classificação a se comprometer com a universidade e o primeiro recruta de quatro estrelas do programa.
| Nome | Cidade Natal                           | Escola           | Altura             | Peso           | Data                 |
| --- | -------------------------------------- | ---------------- | ------------------ | -------------- | -------------------- |
| A. J. Green PG | Cedar Falls, IA                        | Cedar Falls (IA) | 6 ft 3 in (1.91 m) | 165 lb (75 kg) | 11 de Agosto de 2017 |
| A. J. Green PG | Recrutamento: Rivals: 247Sports: ESPN: |                  |                    |                |                      |
| Rankings: Rivals: 94º \| 247Sports: 80º \| ESPN: 78º |                                        |                  |                    |                |                      |
| - Nota: Em muitos casos, Scout, Rivals, 247Sports e ESPN podem entrar em conflito em suas listas de altura e peso, nestes casos, a média foi obtida. - Fonte: |                                        |                  |                    |                |                      |

## Carreira universitária
Como calouro, Green teve média de 15 pontos e foi nomeado o Calouro do Ano da Missouri Valley Conference, tornando-se o primeiro jogador da universidade a ganhar o prêmio desde Seth Tuttle em 2012.
Em 4 de janeiro de 2020, Green marcou 35 pontos, o recorde de sua carreira, na vitória por 69-64 sobre Bradley. Em 8 de fevereiro, ele fez 34 pontos em uma vitória por 83-73 sobre Drake. Em 12 de fevereiro, Green marcou 27 pontos em uma vitória por 71–63 sobre Illinois State e ultrapassou o limite de 1.000 pontos. Em seu segundo ano, teve uma média de 19,7 pontos e 3,0 assistências e foi eleito o Jogador do Ano do MVC. Após a temporada, Green se declarou para o draft da NBA de 2020. No entanto, em 30 de julho de 2020, ele se retirou do draft e decidiu retornar para a sua terceira temporada.
Em 13 de dezembro de 2020, o técnico dos Panthers, Ben Jacobson, anunciou que Green se submeteria a uma cirurgia no quadril e perderia o restante da temporada de 2020-21. Ele jogou em apenas em 3 jogos e teve médias de 22,3 pontos, 5,7 rebotes e 2,7 assistências. Na temporada seguinte, Green voltou com médias de 18,8 pontos, 3,7 rebotes e 2,5 assistências e ganhou o seu segundo prêmio de Jogador do Ano da MVC. Em 20 de abril de 2022, Green entrou no portal de transferência ao mesmo tempo em que se declarava para o draft da NBA de 2022. Em 1º de junho de 2022, ele anunciou que permaneceria no draft e abriria mão de sua elegibilidade universitária restante.

## Carreira profissional
Depois de não ter sido selecionado no draft da NBA de 2022, Green assinou um contrato de mão dupla com o Milwaukee Bucks. Em sua estreia na Summer League, Green marcou quatorze pontos em uma vitória por 94-90 contra o Brooklyn Nets.
Em 7 de julho de 2023, Green assinou um contrato padrão com os Bucks. Em 9 de fevereiro de 2024, Green marcou 27 pontos, a maior pontuação de sua carreira, durante a derrota por 125–109 para o Minnesota Timberwolves.

## Estatísticas da carreira

### NBA

#### Temporada regular
| Ano      | Equipe    | PJ | PT | MPJ  | AP   | 3P   | LL    | RT  | AS | BR | TO | PPJ |
| -------- | --------- | -- | -- | ---- | ---- | ---- | ----- | --- | -- | -- | -- | --- |
| 2022–23  | Milwaukee | 35 | 1  | 9.9  | .424 | .419 | 1.000 | 1.3 | .6 | .2 | .0 | 4.4 |
| 2023–24  | Milwaukee | 56 | 0  | 11.0 | .423 | .408 | .895  | 1.1 | .5 | .2 | .1 | 4.5 |
| Carreira | Carreira  | 91 | 1  | 10.4 | .423 | .413 | .947  | 1.2 | .5 | .2 | .0 | 4.4 |

#### Playoffs
| Ano  | Equipe    | PJ | PT | MPJ  | AP   | 3P   | LL    | RT  | AS | BR | TO | PPJ |
| ---- | --------- | -- | -- | ---- | ---- | ---- | ----- | --- | -- | -- | -- | --- |
| 2024 | Milwaukee | 6  | 0  | 11.2 | .375 | .182 | 1.000 | 1.5 | .3 | .0 | .0 | 2.8 |

### Universitário
| Ano      | Equipe        | PJ | PT | MPJ  | AP   | 3P   | LL   | RT  | AS  | BR  | TO | PPJ  |
| -------- | ------------- | -- | -- | ---- | ---- | ---- | ---- | --- | --- | --- | -- | ---- |
| 2018–19  | Northern Iowa | 34 | 34 | 29.9 | .410 | .348 | .864 | 3.0 | 2.3 | .6  | .1 | 15.0 |
| 2019–20  | Northern Iowa | 31 | 31 | 34.8 | .416 | .391 | .917 | 3.0 | 3.0 | .7  | .0 | 19.7 |
| 2020–21  | Northern Iowa | 3  | 3  | 36.3 | .464 | .407 | .667 | 5.7 | 2.7 | 1.3 | .7 | 22.3 |
| 2021–22  | Northern Iowa | 31 | 31 | 36.4 | .410 | .388 | .915 | 3.7 | 2.5 | .8  | .0 | 18.8 |
| Carreira | Carreira      | 99 | 99 | 34.3 | .425 | .383 | .840 | 3.8 | 2.6 | .8  | .1 | 18.9 |

Fonte:

## Prêmios e homenagens
NBA
- Campeão da Copa da NBA: 2024

## Vida pessoal
O pai de Green, Kyle Green, é assistente técnico de basquete de Iowa State. Anteriormente, ele foi assistente técnico e, posteriormente, técnico principal de Northern Iowa. Kyle jogou basquete na Divisão III da NCAA pela Hamline University antes de passar uma temporada profissionalmente na Dinamarca, onde também começou sua carreira de técnico. A mãe de Green, Michele, jogou basquete em Hamline e é quiropraxista. A irmã mais nova de Green, Emerson, jogou basquete na Cedar Falls High School e agora está jogando em Northern Iowa.